# Copa CECAFA femenina
La Copa CECAFA femenina también llamado Women's Challenge Cup, es un torneo de fútbol para equipos de África Oriental organizado por el Consejo de Asociaciones de Fútbol de África Oriental y Central (CECAFA).

## Historia
El primer torneo se jugó en Zanzíbar en 1986 y ganó el equipo anfitrión. Después de eso, no hubo torneo durante los siguientes treinta años. El intento de revivir el campeonato femenino en la región de CECAFA se había intentado en Zanzíbar en octubre de 2007. Pero el torneo fue cancelado y nunca se jugó. Se propuso entonces la próxima edición para 2016. Esa edición de 2016 fue organizada por Uganda y se jugó en Jinja. No hubo otras ofertas para albergar el torneo. Tanzania ganó el campeonato y Burundi estaba jugando sus primeros juegos oficiales reconocidos por la FIFA. La edición de 2018 fue nuevamente ganada por Tanzania.

## Palmarés
| Año          | Sede     | Campeón           | Final Resultado   | Subcampeón        | Tercer lugar      | Resultado         | Cuarto lugar      |
| ------------ | -------- | ----------------- | ----------------- | ----------------- | ----------------- | ----------------- | ----------------- |
| 1986 Detalle | Zanzíbar | Zanzíbar          |                   | desconocido       | desconocido       |                   | desconocido       |
| 2016 Detalle | Uganda   | Tanzania          | 2:1               | Kenia             | Etiopía           | 4:1               | Uganda            |
| 2018 Detalle | Ruanda   | Tanzania          | Liga              | Uganda            | Etiopía           | Liga              | Kenia             |
| 2019 Detalle | Tanzania | Kenia             | 2:0               | Tanzania          | Uganda            | 2:0               | Burundi           |
| 2021 Detalle | Yibuti   | Edición cancelada | Edición cancelada | Edición cancelada | Edición cancelada | Edición cancelada | Edición cancelada |
| 2022 Detalle | Uganda   | Uganda            | 3:1               | Burundi           | Etiopía           | 2:1               | Tanzania          |
| 2025 Detalle | Tanzania | Tanzania          | Liga              | Kenia             | Uganda            | Liga              | Burundi           |

## Títulos por equipo
En cursiva, se indica el torneo en que el equipo fue local.
| Equipo   | Campeón              | Subcampeón     | Tercer lugar         | Cuarto lugar   |
| -------- | -------------------- | -------------- | -------------------- | -------------- |
| Tanzania | 3 (2016, 2018, 2025) | 1 (2019)       |                      | 1 (2022)       |
| Kenia    | 1 (2019)             | 2 (2016, 2025) |                      | 1 (2018)       |
| Uganda   | 1 (2022)             | 1 (2018)       | 2 (2019, 2025)       | 1 (2016)       |
| Zanzíbar | 1 (1986)             |                |                      |                |
| Burundi  |                      | 1 (2022)       |                      | 2 (2019, 2025) |
| Etiopía  |                      |                | 3 (2016, 2018, 2022) |                |

## Desempeño
| Equipo             | 1986 | 2016 | 2018 | 2019 | 2022 | 2025 | Años |
| ------------------ | ---- | ---- | ---- | ---- | ---- | ---- | ---- |
| Etiopía            |      | 3.º  | 3.º  | GS   | 3.º  | ×    | 4    |
| Kenia              |      | 2.º  | 4.º  | 1.º  | ×    | 2.º  | 4    |
| Tanzania           |      | 1.º  | 1.º  | 2.º  | 4.º  | 1.º  | 5    |
| Uganda             |      | 4.º  | 2.º  | 3.º  | 1.º  | 3.º  | 5    |
| Ruanda             |      | GS   | 5.º  | ×    | GS   | ×    | 3    |
| Burundi            |      | GS   | ×    | 4.º  | 2.º  | 4.º  | 4    |
| Zanzíbar           | 1.º  | GS   | ×    | GS   | GS   | ×    | 4    |
| Sudán              |      |      |      |      | ×    | ×    | 0    |
| Yibuti             |      | ×    | ×    | GS   | GS   | ×    | 2    |
| Sudán del Sur      |      |      |      | GS   | GS   | 5.º  | 3    |
| Eritrea            |      | ×    | ×    | ×    | ×    | ×    | 0    |
| Somalia            |      |      |      |      |      |      | 0    |
| Total (12 equipos) | ?    | 7    | 5    | 8    | 8    | 5    |      |

### Simbología
| - 1.º – Campeón - 2.º – Finalista - 3.º – 3.º Lugar - 4.º – 4.º Lugar - SF – Semifinales - QF – Cuartos de final - GS – Fase de grupos | - Q – Clasificado - • – No clasificó - × — No participó - × — Se retiró / Prohibido / Participación no aceptada por la FIFA - – La selección nacional no existía - — Anfitrión |